# Sárpilis
Sárpilis is een plaats (község) en gemeente in het Hongaarse comitaat Tolna. Sárpilis telt 707 inwoners (2001).